# کنت مونت کریستو (فیلم ۲۰۲۴)
کنت مونت‌کریستو (انگلیسی: The Count of Monte Cristo) فیلمی تاریخی، اکشن و ماجراجویانه فرانسوی محصول سال ۲۰۲۴ به کارگردانی و نویسندگی مشترک متیو دلاپورت و الکساندر دو لا پتولیر است که اقتباسی از رمان مشهور الکساندر دوما به همین نام (منتشرشده در ۱۸۴۴) می‌باشد. پیر نینی در نقش اصلی «ادموند دانتس» بازی می‌کند.
این فیلم در ۲۲ مهٔ ۲۰۲۴ برای اولین‌بار در بخش خارج از مسابقهٔ هفتاد و هفتمین جشنواره فیلم کن به نمایش درآمد و سپس در ۲۸ ژوئن در سینماهای فرانسه اکران شد. با بودجه‌ای حدود ۴۲٫۹ میلیون یورو، این فیلم به پرهزینه‌ترین تولید سینمایی فرانسه در سال ۲۰۲۴ تبدیل شد و با فروش بیش از ۹ میلیون بلیت در فرانسه، به دومین فیلم پرفروش سال در این کشور و یکی از موفق‌ترین آثار سینمایی فرانسه در سال‌های اخیر بدل شد. فروش جهانی آن بیش از ۱۰۰ میلیون دلار بوده است.

## خلاصه داستان
ادموند دانتس هدف یک توطئه شوم قرار می گیرد و در روز عروسی اش به خاطر جنایتی که مرتکب نشده دستگیر می شود. پس از 14 سال در زندان جزیره Château d'If، او موفق به فرار جسورانه می شود.

## بازیگران
- پیر نینی در نقش ادموند دانتس / لرد هلیفاکس / آبه بوزونی
- آنائیس دموستیه
- آناماریا وارتولومئی
- بستیَن بوییون
- لوران لافیت
- جولی د بونا